# Campeonato Latinoamericano de Rugby League 2017
El Campeonato Latinoamericano de Rugby League de 2017 fue la primera edición del torneo de rugby league de 4 selecciones sudamericanas.
Es el segundo torneo Latinoamericano disputado, siendo el Sudamericano de Rugby League 2016 el primero.
Fue el primer torneo jugado en Sudamérica en formato de 13 jugadores por equipo, el año 2016 se disputó el Sudamericano de Rugby League, pero en formato de 9 jugadores por equipo.
Fue disputado en la localidad de Los Ángeles, Chile.
El campeón fue el local al derrotar en la final al combinado de Argentina.

## Equipos participantes
- Argentina
- Brasil
- Chile
- Colombia

## Resultados

### Semifinales
| 17 de noviembre | Chile | 54 - 8  | Brasil | Cancha 7 Rios, Los Ángeles |  |
|                 |       | Reporte |        |                            |  |

| 17 de noviembre | Argentina | 36 - 6 | Colombia | Cancha 7 Rios, Los Ángeles |  |

### Tercer Puesto
| 18 de noviembre | Colombia | 22 - 18 | Brasil | Cancha 7 Rios, Los Ángeles |  |

### Primer Puesto
| 18 de noviembre | Chile | 32 - 12 | Argentina | Cancha 7 Rios, Los Ángeles |  |

| Bandera de Chile |
| Campeón Chile    |
| Primer título    |